# Kodon
Kodón je enota genetskega zapisa v DNK in RNK. Sestavljen je iz treh nukleotidov, ki skupaj določajo, katero aminokislino je treba izdelati. Obstaja 43=64 različnih kodonov, vendar nekateri določajo isto aminokislino ali služijo kot znak za začetek ali konec prepisa.
Ribosom je v aktivni obliki sestavljen iz dveh delov, ki objameta verigo mRNA. Molekulo mRNA držita, tako da je po en kodon iz treh nukleotidov naenkrat postavljen na mesto na ribosomu.